# Raymond Wattine
Raymond Wattine, né le 23 août 1895 à Roncq et mort le 7 mai 1937 à Arbonne (Basses-Pyrénées), est un footballeur français actif dans les années 1920 et évoluant au poste de milieu droit, devenu un industriel reconnu et le président d'honneur du Racing Club de Roubaix.

## Carrière
Lors de la saison 1922-1923, Raymond Wattine joue pour le club du Racing Club de Roubaix. Il remporte cette saison-là le championnat de Division d'honneur de la Ligue du Nord de football.
Il a également une cape en équipe de France de football. Il honore son unique sélection à l'occasion de la défaite de la France 4-1 en Belgique le 25 février 1923. Deux autres coéquipiers de club de Raymond Wattine participent à cette rencontre, les attaquants Raymond Dubly et Gérard Isbecque.

## Palmarès
- Division d'honneur de la Ligue du Nord de football
  - Vainqueur en 1923